# Turnu Măgurele
Turnu Măgurele je město v Rumunsku v župě Teleorman. Nachází se nedaleko Dunaje a bulharské hranice, naproti městu Nikopol, asi 47 km jihozápadně od Alexandrie a asi 133 km jihozápadně od Bukurešti. V roce 2011 žilo ve městě 24 772 obyvatel, Turnu Măgurele je tak třetím největším městem župy Teleorman.
První písemná zmínka o městě pochází z roku 1387. Nedaleko se vlévají řeky Olt a Sâi do Dunaje.